# CRYGC
CRYGC‏ (Crystallin gamma C) هوَ بروتين يُشَفر بواسطة جين CRYGC في الإنسان.